# Mummucia dubia
Espèce
Mummucia dubia est une espèce de solifuges de la famille des Mummuciidae.

## Distribution
Cette espèce est endémique du Paraguay. Elle se rencontre vers Nanahua.

## Publication originale
- Badcock, 1932 : « Reports of an expedition to Paraguay and Brazil in 1926-1927 supported by the Trustes of the Percy Sladen Memorial Fund and the Executive Committee of the Carnegie Trust for the Universities of Scotland. Arachnida from the Paraguayan Chaco ». Journal of the Linnean Society of London (Zoology), vol. 38, p. 1-48.